# Ranunculus albertii
Ranunculus albertii là một loài thực vật có hoa trong họ Mao lương. Loài này được Regel & Schmalh. miêu tả khoa học đầu tiên năm 1877.